# Женщина (фильм, 2011)
Женщина (англ. The Woman) — американский артхаусный фильм ужасов 2011 года режиссёра Лаки Макки.
Сценарий к фильму написал Джек Кетчам, который не в первый раз обращается к теме безнаказанного насилия над женщиной. Ему принадлежит «Девушка по соседству» — интерпретация истории Сильвии Лайкенс.

## Сюжет
Крис Клик, преуспевающий юрист и отец троих детей, во время отдыха отправляется на охоту и случайно находит в лесу одичавшую Женщину. Крис ловит её сетью, привозит к себе домой и запирает в амбаре, убедив жену, что превращение Женщины в цивилизованного человека — это «их новый семейный проект». Крис пытается подчинить волю Женщины, привязав её в подвале, оставляя без еды, унижая и насилуя. Жена боится перечить Крису, сын, поощряемый отцом, откровенно проявляет садистские наклонности, а старшая дочь Пэгги замкнулась в себе. Беззаботной кажется только младшая дочь Дарлин. Со временем выясняется причина такого поведения членов семьи: у Кликов есть ещё одна дочь. Она больна анофтальмией, Крис считает её позором семьи и растит в сарае вместе с собаками. Это позволяет ему чувствовать себя вполне комфортно, помыкать женщинами в его семье и воспитывать в сыне садиста.
Школьная учительница, озаботившаяся состоянием Пэгги, приходит к Кликам домой и быстро выясняет ужасную тайну — Пэгги беременна от собственного отца. Крис нападает на учительницу и скармливает её собакам и своей больной дочери. Тем временем Пэгги освобождает Женщину, та сначала нападает на мать, убивает сына, издевавшегося над ней, а потом вырывает и съедает сердце отца семейства. В финале фильма две дочери Кликов уходят вслед за Женщиной в лес а третья отказывается от предложения вступить в «стаю» и смотрит на уходящих девушек.